# Hotel Torni Tampere
El Hotel Torni Tampere es un hotel de 25 plantas situado en Tampere, Finlandia, que fue inaugurado en 2014. Es el edificio hotelero más alto del país y fue el edificio más alto del país hasta 2019, cuando se inauguró en Helsinki el rascacielos Majakka. En la actualidad es el tercer edificio más alto de Finlandia.
El último piso del edificio alberga el Moro Sky Bar, que es el bar y terraza más altos de toda Finlandia.